# Alexandre III (roi de Kakhétie)
Pour les articles homonymes, voir Alexandre III.
Alexandre III (en géorgien : ალექსანდრე III) ou Nazar Ali Mirza (mort en 1739) est régent de Kakhétie de 1736 à 1738.

## Biographie

### Gouvernorat de Tiflis
Alexandre III est le second fils du roi David II Iman Qouli-Khan. Comme son père et son frère Léon, il se convertit à l'islam et prend le nom de Nazar Ali Mirza. Alexandre Ali Mirza est placé à la tête du Karthli comme wali de Tiflis en août 1735 par le général Nâdir Khan.

### Roi de Kakhétie
En octobre 1736, Nâdir Châh devenu shah d'Iran remplace Ali-Mirza à la tête de la capitale par un autre prince géorgien musulman Artchil II Abdullah Beg. Pendant la détention de son oncle Teïmouraz II en Iran il est nommé roi de Kakhétie.
Ali-Mirza, sous l'influence du prince Abel Andronikashvili, envisage de prendre la tête d'une révolte en Kakhétie. À cette fin, il cherche à obtenir le soutien de l'épouse de Teïmouraz, Thamar II, mais la reine qui craint pour la sécurité de son mari et son fils, par l'intermédiaire du prince Givi Tcholokachvili, s'assure de la loyauté du Kiziki et de la Pchavie, mettant ainsi fin aux  velléités de rébellion d'Ali-Mirza qui doit alors renoncer à la Khakétie.

### Mort en campagne
Ali-Mirza se rend au camp de Nâdir Châh à Kandahar, où il a prend le commandement des régiments géorgiens du shah et il est tué lors d'un combat en 1739.

## Famille et descendance
Alexandre III meurt en 1739 en laissant une descendance de son épouse Mariane, fille du prince Schansché II Kvénipnéveli, duc de Ksani de 1717 à 1741, dont :
- Jean, mort à Moscou en 1795 ;
- Ana, qui épouse le prince Pierre Dadiani.

### Sources
- (en) Cet article est partiellement ou en totalité issu de l’article de Wikipédia en anglais intitulé « Ali Mirza of Kakheti » (voir la liste des auteurs).